# Cephenemyia apicata
Cephenemyia apicata is een vliegensoort uit de familie van de horzels (Oestridae). De wetenschappelijke naam van de soort is voor het eerst geldig gepubliceerd in 1962 door Bennett and Sabrosky.